# 대구학생문화센터
대구학생문화센터(大邱學生文化-, Daegu Cultural Center For Students)은 대구광역시의 학생들의 심신수련, 각종 문예행사 및 여가 선용을 위한 공간을 제공하고, 시민들의 평생교육 문화공간 제공 및 생활체육의 활성화를 위하여 대구광역시교육청의 직속기관이다.
센터장은 지방부이사관이나 지방서기관으로 보한다.

## 연혁
- 2003년 5월 13일: 개관
- 2014년 3월 1일: 대구예담학교 개교

## 조직
센터장
- 총무부
- 운영부